# ゲキドル
『ゲキドル』は、フッズエンタテインメントによる日本のメディアミックスプロジェクト。キャッチコピーは『この世界は舞台。人はみな役者。』（ウィリアム・シェイクスピアより）『演劇＋アニメ×アイドル』。世界都市同時消滅により池袋LOSTが起こった池袋で演劇を演じる少女などを描くSFストーリー。関谷あさみがキャラクター原案を手掛ける。
関谷による漫画『ゲキドル アライヴ』が『電撃マオウ』（KADOKAWA）にて2017年2月号から連載開始。また、2021年1月から3月にかけてテレビアニメが放送された。

## あらすじ
謎に起きた災害、世界同時都市消失から5年が経った2019年。世界は未だに混乱中であり、少しでも復興を遂げようとしている。そんな中、大きな災害が発生した池袋で「シアトリカルマテリアルシステム」と呼ばれる、3Dホログラムを用いた演劇に魅了され、光り輝くステージへたどり着こうとする少女たちが現れた。その思いから、新たなるステージが幕を開けようとしている。

## 登場人物

### アリスインシアター
守野 せりあ（もりの せりあ）
声 - 赤尾ひかる
演 - 小山百代
本作の主人公である中学生の少女。
スーパーマテリアルシアターで見た雛咲いずみの舞台から、ステージへ立つことに憧れを持つ。人の演技やクセを完全にコピーして、別人のような演技ができる。「ありす」と名付けたぬいぐるみを大切にし、よく話しかけている。
各務 あいり（かがみ あいり）
声・演 - 持田千妃来
アリスインシアターの団員で、劇団ではせりあの先輩に当たる少女。快活で物怖じしない性格。雛咲いずみがアリスインシアターに所属していた頃のパートナー。元ジュニアアイドル「かがみあい」で、過激なことをしてお金を稼いでいたが、嫌悪感からトラウマとして残っている。
榊原 かをる（さかきばら かおる）
声 - 花澤香菜
演 - 遠藤瑠香
アリスインシアターの座長で演出家兼女優。だらしないところもあるが、舞台を見る目は一流。せりあを劇団に勧誘し、積極的に役をやらせようとしている。ミキ・シュタインベルクという名前が本来の名前であり、クロノゲイザーの一人である。キョウコ・アンダーソンとともにエンリ・ビアンノを追って2012年の豊島区の高校に潜入捜査を行う。スーパーマテリアルシアターのプロデューサーである竹崎とは、ミキ・シュタインベルクと名乗っていた子供の頃に紛争地域で知り合い好きになっている。足を自爆テロにあう竹崎を助ける時に失ったためロフストランドクラッチを使用して歩いている。
ドール
声 - M・A・O
演 - 伊藤優衣
シアトリカルマテリアルシステムが生み出す舞台装置の一部であるアクトドールで、感情をもたない。役者の練習相手を務めることが多い。ずっと名前がなかったが、せりあによって「アリス」と命名された。
浅葱 晃（あさぎ あきら）
声 - 山本希望
演 - 長尾しおり
アリスインシアター結成当初からの団員。落ち着いた雰囲気かつボーイッシュで、女の子みんなに優しく、せりあを「せりあ姫」と呼ぶなどややキザなところもある。ヒラヒラとした衣装やスカートは苦手。
藤田 愛美（ふじた まなみ）
声 - 髙野麻美
演 - 野田真実
晃と同じ、アリスインシアター結成当初からの団員。ニックネームは「らぶみん」で、フリーライブを中心に活動するインディーズアイドルとしても活動している。いつもテンションが高く、噂話にも詳しい。
山本 和春（やまもと かずはる）
声 - 秋吉あや
演 - 髙橋果鈴
アリスインシアターの団員。あまりにも存在感が薄いため、ほかの団員から「エアー」と呼ばれている。口数も少なく、言葉が足りていないことが多いため、晃がよく通訳をしている。
中村 繭璃（なかむら まゆり）
声 - 佐藤亜美菜
演 - 一村すみれ
アリスインシアターの団員。普段は実家の喫茶店を手伝っていて、遅刻の常習犯でもある。接客慣れしているので、ファンへの対応もそつなくこなす。

### スーパーマテリアルシアター
雛咲 いずみ（ひなざき いずみ）
声 - 諏訪彩花
演 - 松岡ななせ
もっとメジャーになるためアリスインシアターを離れ、現在はスーパーマテリアルシアターに所属している。あいりをアリスインシアターに誘った人物で、当時はパートナーだった。彼女の役者としての才能を認めている。竹崎を快く思っていない。
日向 智子（ひゅうが ともこ）
声 - 水橋かおり
演 - 渡邉幸愛
いずみのパートナー。いずみからは「ともちゃん」と呼ばれている。
吉良 葵（きら あおい）
演 - 長島光那
沢田 奈々子（さわだ ななこ）
演 - 結那
岬 のどか（みさき のどか）
演 - 相原希美
若島津 のぞみ（わかしまず のぞみ）
演 - うちだなな
沢木 美帆（さわき みほ）
演 - 福島愛
竹崎 宏和（たけざき ひろかず）
声 - 鳥海浩輔
「世界同時都市消失」の後、復興の希望となるべくスーパーマテリアルシアターを立ち上げたプロデューサー。究極のエンターテイメントを作り上げることを目標としている。アリスインシアターをライバル視する。昔は海外の紛争地域などで復興支援を行っており、そこでミキ・シュタインベルクと出会った。そこでの経験などから世界中から争いをなくすことを目的として人類補完計画のようなことを実行しようとする。

### その他
守野 ありす（もりの ありす）
声 - M・A・O
演 - 伊藤優衣
せりあの双子の姉妹。2014年に発生した世界同時都市消滅事件に巻き込まれ、両親とともになくなる。ありすとは外見はそっくりであるが、性格は異なる。アニメ、舞台共にドールと同じ人が演じている。
樋口 真琴（ひぐち まこと）
声 - 八島さらら
演 - 鈴木桃子
せりあのクラスメイト。昔スーパーマテリアルシアターのオーディションを受けたことがある。ツンツンしたところがあるが、実は面倒見がよくて優しく、せりあのこともいつも気にかけている。せりあにも「まこちん」とあだ名で呼んでほしいと思っているが、なかなか呼んでもらえない。
美濃 雅弘（みのう まさひろ）
声 - 佐藤晴男
アリスインシアターのビルのオーナ。団員からは「みのちゃん」と呼ばれて親しまれている。実は未来から来た未来人である。
ケンケン
声 - 菅原慎介
ジュニアアイドル時代からの各務あいりの大ファン。あいりを「あいあい」と呼んでいる。
相本 泰子（あいもと やすこ）
声 - 幸野ゆりあ
せりあのクラスメイト。せりあや真琴の親友。
高井戸 舞（たかいど まい）
声 - 鈴野玲
せりあのクラスメイト。せりあや真琴の親友。
阿久津 美依子（あくつ みよこ）
声 - 花梨
せりあのクラスメイト。せりあや真琴の親友。
キョウコ・アンダーソン
声 - 栗生みな
クロノゲイザーの一人で、時空犯罪者の捜査を行なっている。ミキ・シュタインベルクとともにエンリ・ビアンノを追って2012年の豊島区の高校に安藤響子という名前で潜入捜査を行う。
エンリ・ビアンノ
声 - 川澄綾子
イノベイターという時空犯罪者で高次元の存在。クロノゲイザーから追われている。2012年の豊島区の高校に瑠川梓（あずさ）という名前で潜入しているとされている。

## 劇中劇
作品中で作中の登場人物が演じる演劇が行われている。主にアリスインプロジェクトで行われた演劇である。

### アリスインデッドリースクール
詳細は後述（劇中劇での登場人物の名前は一部OVAと異なる）

### まなつの銀河に雪のふるほし
- あらすじ - 人類が衰退してから10万年後、10万年前に冷凍保存された少女が目覚める。10万年後に送られた理由を知った少女は地球から脱出した人類へメッセージを送る……[8]
- 脚本 - 麻草郁
- 公開 - 2012年

### 戦国降臨GIRL、光臨武闘少女
- あらすじ - 近未来のヤマトの国で「ヤマト男子」は消滅の危機にあり、それを防げるのは「降臨フォン」を使用して戦国武将を呼び出せる少女だけであった[9]。
- 脚本 - 麻草郁
- 公開 - 2012年

### マーカライト・ブルー
- あらすじ - 潜在能力PSYを持ったクラウド・ブルーという少年達が学園に集められていた、そこに転校生がやって来て……[10]
- 原案 - 畑澤和也、藤川道子
- 脚本 - まつだ壱岱
- 公開 - 2016年

### クロノゲイザー
- あらすじ - 未来から来た時の監視者「クロノゲイザー」にまつわる演劇。作品中内容はゲキドルオリジナル。
- 脚本 - 畑澤和也
- 公開 - 2016年

### から騒ぎ
シェイクスピアの演劇「空騒ぎ」

### ダンデライオンガール
ロバート・F・ヤングの小説。邦題「たんぽぽ娘」
- あらすじ - 既婚のマークは近くの丘でタンポポ色の髪の可愛らしい少女を見かける。その少女は自分のことを240年後の未来から来たと……

## 用語
- アクトドール - 演劇を行うためのドールで未来から持ってこられた
- アリスインシアター（アリスイン） - 榊原かをるによって作られた劇場
- イノベーター - 過去や並行世界に干渉を行う悪者
- グランドマテリアルシステム - 地球規模のシアトリカルマテリアルシステム
- クロノゲイザー（ゲイザー） - 時空捜査官、タイムパトロール。時空警察クロノゲイザーにも登場する
- シアトリカルマテリアルシステム（シアステ） -舞台の背景をリアルタイムにリアルに変化させるシステム
- スーパーマテリアルシアター(SMT) - 竹崎によって作られた劇場
- トワイライト・ディメンション - 過去世界に行った人が過去改変を行うときに世界線が分岐すること

## 経緯
アニメ発表放送予定時期から実際の放送開始までがかなり遅れていたり、最終話放送前に最終話まで含んだBD-BOXが発売されるなどかなり異例の経緯をたどった。
- 2010年10月 - アリスインデッドリースクール初上演
- 2012年 - （作中で榊原かをるが高校に潜入した）
- 2014年5月 - （作中で世界同時都市消滅が起こった）
- 2015年 - この頃にはゲキドルのアフレコが行われている
- 2015年12月 - コミックマーケット89の企業ブース338「ゲキドル」で配布された『ゲキタブ』創刊準備号にて2016年放送開始予定として発表
- 2016年12月27日 - 電撃マオウにてコミックの連載開始
- 2017年11月3日 - 劇場でのアリスインデッドリースクールのアニメが初上映
- 2019年5月 - （作中のテレビアニメ1話開始時期）
- 2020年9月18日 - ゲキドルのテレビアニメが1月から放映されることと、アリスインデッドリースクールがゲキドルの劇中劇としてアニメ放映されることが発表[3]
- 2021年1月4日 - TOKYO MXとAT-Xにてゲキドル第1話と『アリスインデッドリースクール』の前半のみの特番が放映
- 2021年1月5日 -  TOKYO MXを除く各局でテレビアニメ放送開始
- 2021年3月3日 - ゲキドルの舞台上演開始
- 2021年3月3日 - ゲキドル全話とアリスインデッドリースクールが入ったBD-BOX発売
- 2021年3月27日 - アニメ最終話（12話）放送開始
- 2021年5月22日 - アリスインデッドリースクール放送開始
- 2022年7月22日 - ゲキドルスピンオフの演劇「ラスト・ブランク・ダイアリー」が上演

## テレビアニメ
2021年1月5日から3月23日までAT-Xほかにて放送された。本放送に先駆け、同年1月4日21時から22時にはTOKYO MX・AT-Xにて、『ゲキドル』第1話と劇中劇『アリスインデッドリースクール』特別版で構成される特番が放送された。
同年3月3日に全12話を収録したBlu-ray Disc BOXが発売された。
せりあ役の赤尾ひかるは、2015年に事務所に所属して初のアフレコであったと語っている。また、この作品で2021年の「第十六回声優アワード」で新人女優賞を受賞した（2021年に主演したテレビアニメはこの作品のみ）。
アキバ総研が実施した「2021年冬アニメ人気投票」では、「ゲキドル」が1位を獲得しており、「2021冬アニメOPテーマ人気投票」および「2021冬アニメEDテーマ人気投票」でも、「ゲキドル！」、「キズナ」がそれぞれ1位を獲得した。

### スタッフ
- 原作・シリーズ構成・製作 - ゲキドル製作委員会[5]
- 監督 - 上田繁[5]
- チーフライター - 大知慶一郎[5]
- キャラクター原案 - 関谷あさみ[5]
- キャラクターデザイン・総作画監督 - 立石聖[5]
- メカデザイン - 今門卓也[5]
- 色彩設計 - 斉藤麻記[5]
- 美術監督 - 清水哲弘[5]
- 撮影監督 - 戸澤雄一郎[5]
- 編集 - 廣瀬清志[5]
- CGブロデューサー - 田中臥竜
- 音響監督 - 本山哲[5]
- 音楽 - Prhythm/epx[5]（編曲：神津裕之）
- アニメーションプロデューサー - 永井理
- アニメーション制作 - フッズエンタテインメント[5]

### 主題歌
オープニングテーマ
「ゲキドル！」
守野せりあ（赤尾ひかる）、各務あいり（持田千妃来）、中村繭璃（佐藤亜美菜）、浅葱晃（山本希望）、藤田愛美（髙野麻美）、山本和春（秋吉あや）による前期オープニングテーマ。作詞は中土寛子、作曲・編曲は中土智博。
「時の翼 Chrono Geizer」
守野せりあ（赤尾ひかる）、各務あいり（持田千妃来）、中村繭璃（佐藤亜美菜）、浅葱晃（山本希望）、藤田愛美（髙野麻美）、山本和春（秋吉あや）による後期オープニングテーマ。作詞はゲキドル製作委員会、作曲・編曲はBlowBackNotes。
エンディングテーマ
「キズナ」
各務あいり（持田千妃来）によるエンディングテーマ。作詞・作曲・編曲はUno Blaqlo。
「制服DOLL」
アリス（M・A・O）によるエンディングテーマ。作詞・作曲・編曲はUno Blaqlo。
「トーキョーロンリーガール」
雛咲いずみ（諏訪彩花）によるエンディングテーマ。作詞・作曲・編曲はUno Blaqlo。
「ダンデライオンガール」
守野せりあ（赤尾ひかる）によるエンディングテーマ。作詞はゲキドル製作委員会、作曲は橋本あきら、編曲はBlowBackNotes。
挿入歌
「まなつの銀河に雪のふるほし」
各務あいり（持田千妃来）、浅葱晃（山本希望）、藤田愛美（髙野麻美）による第1話挿入歌。作詞は麻草郁、作曲はPrhythm/epx、編曲は神津裕之。
「アクトレスガール」
各務あいり（持田千妃来）、浅葱晃（山本希望）、藤田愛美（髙野麻美）による第3話挿入歌。作詞はゲキドル製作委員会、作曲はPrhythm/epx、編曲は神津裕之。
「アリスインデッドリースクール」
守野せりあ（赤尾ひかる）、各務あいり（持田千妃来）、中村繭璃（佐藤亜美菜）、浅葱晃（山本希望）、藤田愛美（髙野麻美）、山本和春（秋吉あや）による第5話挿入歌。作詞は麻草郁、作曲はゲキドル製作委員会、編曲は神津裕之。
「ポーズボタン」
守野せりあ（赤尾ひかる）、各務あいり（持田千妃来）による第6話挿入歌。作詞は麻草郁、作曲はPrhythm/epx、編曲は神津裕之。
「光よ君へ！」
守野せりあ（赤尾ひかる）、各務あいり（持田千妃来）による第8話挿入歌。作詞・作曲・編曲はT.Leo。
「流れ星」
守野せりあ（赤尾ひかる）、各務あいり（持田千妃来）、中村繭璃（佐藤亜美菜）、浅葱晃（山本希望）、藤田愛美（髙野麻美）、山本和春（秋吉あや）、雛咲いずみ（諏訪彩花）による第9話挿入歌。作詞・作曲・編曲はUno Blaqlo。

### 各話リスト
| 話数     | サブタイトル                     | 脚本       | コンテ          | 演出          | 作画監督                 | 初放送日      |
| -------- | -------------------------------- | ---------- | --------------- | ------------- | ------------------------ | ------------- |
| Stage.1  | 芝居                             | 大知慶一郎 | 上田繁          | 上田繁        | 山村俊了 徳倉栄一        | 2021年 1月5日 |
| Stage.2  | 欲望という名の劇場               | 大知慶一郎 | 上田繁          | 原英和        | 末田晃大 池田結姫 鎌田均 | 1月12日       |
| Stage.3  | アイリを待ちながら               | 大知慶一郎 | 小島正幸 上田繁 | 上田繁        | 小島えり                 | 1月19日       |
| Stage.4  | バースディ・パーティー           | 大知慶一郎 | 小島正幸        | 原英和        | 末田晃大                 | 1月26日       |
| Stage.5  | 桜の園                           | 大知慶一郎 | 山内重保        | 山内重保      | 竹田欣弘                 | 2月2日        |
| Stage.6  | 人形の家                         | 大知慶一郎 | 小島正幸        | 飯田薫久      | 小島えり                 | 2月9日        |
| Stage.7  | から騒ぎ                         | 内海照子   | 上田繁          | 上田繁        | 池田結姫                 | 2月16日       |
| Stage.8  | 何が彼女をそうさせたか           | 大知慶一郎 | 小島正幸        | 原英和 上田繁 | 末田晃大                 | 2月23日       |
| Stage.9  | 生ける屍                         | 内海照子   | 小島正幸        | 飯田薫久      | 小島えり 末田晃大        | 3月2日        |
| Stage.10 | 世界の創造とその他の事           | 大知慶一郎 | 上田繁          | 上田繁        | 池田結姫 山村俊了        | 3月9日        |
| Stage.11 | わたしたち死んだものが目覚めたら | 大知慶一郎 | 小島正幸        | 原英和 上田繁 | 末田晃大 小林利充        | 3月16日       |
| Stage.12 | 終わりよければすべてよし         | 大知慶一郎 | 上田繁          | 上田繁        | 立石聖 阿部島瑠珠        | 3月23日       |

### 放送局
| 放送期間                | 放送時間                     | 放送局 | 備考                                 |
| ----------------------- | ---------------------------- | ------ | ------------------------------------ |
| 2021年1月5日 - 3月23日  | 火曜 21:00 - 21:30           | AT-X   | CS放送 / 字幕放送 / リピート放送あり |
| 2021年1月11日 - 3月29日 | 月曜 1:30 - 2:00（日曜深夜） | BSフジ | BS/BS4K放送 / 『アニメギルド』枠     |

| 配信開始日    | 配信時間        | 配信サイト |
| ------------- | --------------- | --- |
| 2020年1月5日  | 火曜 21:30 更新 | dアニメストア |
| 2020年1月8日  | 金曜 12:00 更新 | Amazonプライム・ビデオ auスマートパスプレミアム DMM.com Google Play GYAO!ストア ひかりTV J:COMオンデマンド ココロビデオ みるプラス music.jp TELASA U-NEXT ビデオマーケット |
| 2020年1月11日 | 月曜 12:00 更新 | ABEMA |
| 2020年1月15日 | 金曜 12:00 更新 | あにてれ バンダイチャンネル GYAO! HAPPY!動画 ムービーフル |

## 漫画
「ゲキドル アライヴ」というタイトルで、畑澤和也原案のもと関谷あさみによって電撃マオウにて2017年2月号から連載された。
アリスインシアターに所属する各務あいり、中村繭璃、浅葱晃、藤田愛美、山本和春の5人がそれぞれ劇団に入った頃のエピソードを、1話ごとに主役を変えて描かれた（計5話）。
単行本化などはされていないため、入手が困難な状況となっている。

## 舞台

### ゲキドル the STAGE
2021年3月3日から7日まで、東京・シアターサンモールにて上演。
中盤からアニメとはシナリオが異なり、守野せりあとアリスが対比して演劇を行う脚本になっている。

#### スタッフ（舞台）
- 原作 - ゲキドル製作委員会[6]
- 企画協力 - アリスインプロジェクト[6]
- 脚本 - 萩原成哉[6]
- 演出 - 田邊俊喜[6]
- 製作 - オッドエンタテインメント[6]

### ラスト・ブランク・ダイアリー
ゲキドルスピンオフ作品として「Re:piod」（リピオド）の第3弾として2022年7月22日から24日まで、東京・浅草花劇場にて上演。
榊原かをるがアリスインシアターを立ち上げたころの、各務あいりと雛咲いずみの間に起こった出来事を描く。

#### スタッフ（舞台）
- 脚本 - 麻草郁[17]
- 演出 - 田邊俊喜[17]
- 企画・製作 - オッドエンタテインメント[17]
- 舞台監督 - 渡辺勝樹[17]
- プロデューサー - 栗生みな[17]

## アリスインデッドリースクール
元々は麻草郁原作・脚本による舞台作品で、2010年からアリスインプロジェクトによって上演されている。2016年にアニメ化が発表された。
2017年11月3日から2017年11月5日に「アリスインデッドリースクール・コンチェルト」という舞台キャストアフレコ版としてコフレリオ新宿シアターにて「アリスインデッドリースクール・アジタート」と同時上映された。
2020年9月18日にテレビアニメ『ゲキドル』の劇中劇として描かれることが発表された。2021年1月にTOKYO MXで前半のみ放映される。2021年3月3日発売の『ゲキドル』Blu-ray Disc BOXにOVAとして収録された。2021年5月22日にAT-Xで放送。6月からは配信サービスでも配信開始。

### あらすじ（アリスインデッドリースクール）
優と信子は、2人が通う学校の屋上にて漫才を練習していた。その頃、学校の校舎には「別のモノ」と呼ばれる、人間ではないものが現れていた。それに噛まれて死亡すると、同様に「別のモノ」になってしまい人々を襲うことになるといわれている。学校では混乱しており、2人と生き残った学校の生徒達はその魔の手から逃れることができるのか。

### 登場人物（アリスインデッドリースクール）
墨尾 優（すみお ゆう）
声 - M・A・O
百村 信子（ももむら のぶこ）
声 - 持田千妃来
村崎 静香（むらさき しずか）
声 - 赤尾ひかる
橙沼 霧子（だいぬま きりこ）
声 - 諏訪彩花
紅島 弓矢（べにしま ゆみや）
声 - 山本希望
青池 和磨（あおいけ かずま）
声 - 髙野麻美
氷鏡 庵（ひかみ いおり）
声 - 秋吉あや
高森 朝代（たかもり あさよ）
声 - 佐藤亜美菜
界原 依鳴（かいはら いなり）
声 - 水橋かおり
部長。
黄市 恵美（きいち めぐみ）
声 - 小笠原早紀
猪狩 薫（いかり かおる）
声 - 八島さらら
繁本 雪文（しげもと ゆきふみ）
声 - 鈴野玲

### スタッフ（アリスインデッドリースクール）
- 企画・プロデュース - サトウケイイチ[21]、永井理[21]
- 原案 - 麻草郁（アリスインプロジェクト）[21]
- 企画協力 - 鈴木正博（アリスインプロジェクト）[21]
- 脚本 - 影山由美[21]
- キャラクター原案 - 関谷あさみ[21]
- キャラクターデザイン - 立石聖[21]
- 音楽 - Prhythm/epx[21]
- 監督 - 山内重保[21]
- アニメーション制作 - フッズエンタテインメント[21]
- 製作 - ゲキドル製作委員会[21]